# دهستان قزل‌اوزن
دهستان قزل‌اوزن یکی از دهستان‌های استان آذربایجان شرقی است که در بخش مرکزی شهرستان میانه واقع شده‌است.